# Бернард Свидницкий
Бернард Свидницкий (пол. Bernard świdnicki, 1288/1291 — 6 мая 1326) — князь (с братьями) Яворский, Львувецкий и Свидницкий (1301—1312), князь Свидницкий с 1312 (до 1322 с братом).

## Биография
Бернард был вторым сыном яворского князя Болеслава I Сурового и Беатрисы Бранденбургской. Так как его старший брат Болеслав скончался ещё до смерти отца, то в момент смерти отца в 1301 году Бернард оказался главным наследником. Так как он в то время был ещё мал, то до 1305 года находился под опекой матери и дяди Германа I, маркграфа Бранденбург-Зальцведельского. В 1305 году он был объявлен совершеннолетним, и сам стал опекуном над младшими братьями.
В 1312 году был произведён первый раздел отцовского наследства: Генрих I Яворский получил отдельный удел, в который вошли Явор и Львувек. В 1322 году Бернард и Болеслав II Зембицкий решили разделить оставшиеся земли: Болеслав получил Зембице, а Бернард оставил себе Свидницу.
В 1308 году сестра Бернарда Беатриса Силезская вышла замуж за баварского герцога Людвига IV, что дало ему мощного союзника. Сам Бернард двумя годами позже женился на Кунигунде, дочери Владислава Локетека, что укрепило его связи с Польшей.
В 1311 году Бернард принял участие в переговорах в Оломоуце в качестве посредника между князем Вроцлавским и Легницким Болеславом III Расточителем и королем Чехии Яном Люксембургским относительно судьбы Опавского княжества, которые закончились компромиссом: чешский король получил княжество, но выплатил Болесаву 8 тысяч гривен компенсации. Налаженные контакты с легницким князем позволили купить у него Немчу.
В начале 1320-х Бернард вместе с Владиславом Локетеком воевал против глоговских князей. В 1322 году он вместе с королем Яном и Людвигом IV, теперь уже  королем Германии, участвовал в Битве при Мюльдорфе против соперника Людвига IV в борьбе за германский трон Фридриха III Австрийского. Вскоре после этого в Мазурии он присоединился к походу тевтонских рыцарей-крестоносцев против Великого княжества Литовского.
Бернард умер 6 мая 1326 года и был похоронен в Кшешувском аббатстве.

## Семья и дети
В 1310 году Бернард Свидницкий женился на Кунигунде Польской (ок. 1298—1331), старшей дочери польского короля Владислава Локотека и Ядвиги Калишской. У них было пятеро детей:
- Болеслав (ок. 1312 — 28 июля 1368)
- Констанция (ок. 1313 — 21 ноября 1363), вышла замуж за глоговского князя Пшемысла
- Елизавета (ок. 1315 — 8/9 февраля 1348), вышла замуж за опольского князя Болеслава II
- Генрих (ок. 1316 — 28 июня 1345)
- Беата (1320 — после 9 апреля 1331)